# Aziliz Manrow
Aziliz Manrow, née le 9 janvier 1984 à Paris, est une chanteuse de Pop Folk Celtique  française.

## Biographie
Aziliz Manrot naît le 9 janvier à Paris, et grandit à Moëlan-sur-Mer (Finistère),. Elle est la petite-fille de Jean-Jacques Le Goarnig du côté de son père et de Jean Moign du côté de sa mère, Corinne Moign,.
Enfant, elle pratique le piano et participe à une chorale, puis participe au lycée à un groupe de métal. Post-Bac, elle se forme pour être animatrice sportive au Klaxon Rouge à Loctudy avant de travailler comme chanteuse, notamment à l'étranger. Elle participe aux sélections des Rencontres d’Astaffort, créées par Francis Cabrel. Remarquées, elle chante en première partie de Cali, puis rejoint ses chœurs. Elle intègre ensuite l'ECM de Paris.
En 2012, elle se consacre au répertoire country : elle fonde le groupe Aziliz Country Band
En 2018, elle sort un premier maxi. En 2019, elle sort son premier album, Earth, album trilingue français-anglais-breton. Bretagne Magazine la qualifie de « nouvelle ambassadrice »,. L'album, pop-folk, est inspiré par les musiques que sa mère lui a fait découvrir. Le Télégramme la qualifie de « révélation » du Festival de Cornouaille 2019.
En avril 2021, elle figure sur l'album Stur an Avel (le gouvernail du vent) de Denez Prigent, participant au titre Waltz of life, avec Oxmo Puccino.

## Discographie
- 2013 : Aziliz Country Band
- 2016 : Let it be beautiful
- 2019 : Earth